# Кочкар (идикут)
Кочкар (1266-1280) — идикут Уйгурского государства Кочо в XIII веке, сын Мамурак-тегина. Его правление пришлось на период борьбы между Хайду и Хубилаем, что привело к значительным потрясениям в Уйгурии.

## Правление
После смерти своего отца Мамурак-тегина Кочкар взошёл на престол. В этот период Уйгурское государство Кочо сохраняло вассальную зависимость от Монгольской империи.
С середины XIII века развернулось противостояние между Хайду и ханом Хубилаем.Войска Хайду неоднократно совершали набеги на уйгуров, что привело к разорению Уйгурии.

М.Кутлуков. Монгольское господство в Восточном Туркестане:

Удар,нанесённый Хайду,был так силен,что уйгуры были вынуждены были оставить Бешбалык

Столица была перенесена в Кара-Ходжа. В это время Хайду совместно с коалицией продолжал совершать набеги на уйгурские города. Войска Дувы и Бусмы осадили Кара-Ходжа 120-тысячным войском, выкрикивая идикуту:

«Мы преодолели сопротивление 300-тысячного войска, а ты с одним укреплением как можешь противостоять нам!»

Кочкар ответил:

«Я верен своему долгу, я родился в этой крепости. Этот город — моя семья. Здесь я родился и вырос. Если я умру, этот город будет моей могилой.»

Осада Кара-Ходжи продолжалась шесть месяцев, пока измученные голодом горожане не выдали дочь Кочкара.В конечном итоге, не выдержав натиска войск Хайду, уйгуры сначала переселились в Кумул, а затем, около 1283–1284 годов, покинули территорию, где проживали на протяжении 400 лет, и бежали в Ганьсу. После переселения в Ганьсу идикут утратил остатки независимости и превратился в чиновника, назначаемого монгольским двором для управления окраинными областями государства Юань.